# Nutsspaarbank Nijmegen
Nutsspaarbank Nijmegen is een voormalige Nederlandse bank. De spaarbank werd in 1819 opgericht door het Nijmeegse departement van de Maatschappij tot Nut van 't Algemeen. De spaarbank was actief tot 1833.
Vanaf 1847 werden pogingen in het werk gesteld om opnieuw een spaarbank op te richten, wat in 1850 lukte. De nieuwe bank heette de Spaarbank van 1850. In 1969 fuseerde deze met de Gelderse Spaarbank Nijmegen tot de Bondsspaarbank Nijmegen die in 1973 opging in de Gelders-Utrechtse Bank die vervolgens in 1987 onderdeel werd van de in dat jaar opgerichte Samenwerkende Nederlandse Spaarbanken (SNS Bank).